# Eagle-usb
Eagle-usb est un driver open source permettant de piloter sous Linux les modems ADSL USB basés sur le chipset Eagle 8051 d'Analog. Il permet, par exemple, de piloter les modems F@st 800 et F@ast 908 du constructeur Sagem.
Le modem peut être redémarré par un programme (un script), lorsque l'on détecte un problème de connexion. Cette fonction est particulièrement utile pour construire des passerelles Internet en entreprises (PME-PMI). La distribution Linux française Mandriva LE 2005 inclut par défaut le driver eagle-usb, et est un bon choix pour faire une passerelle, avec des scripts Netfilter, pour donner des droits aux différents types d'utilisateurs en entreprise.
À noter que le pilote ueagle-atm, présent depuis la version 2.6.15 des noyaux Linux, tend à remplacer le pilote eagle-usb.

## Liens
- Site officiel de eagle-usb
- Site officiel de eagle-atm
- Eagle-usb sur Archlinux